# Jeff Dowd
Jeff Dowd (né le 20 novembre 1949  à Oakland, en Californie) est un producteur de cinéma et ancien militant politique américain.

## Biographie
Jeff Dowd a été un contestataire radical durant la guerre du Viêt Nam et a fait partie des Sept de Seattle. Cela lui a valu un bref séjour en prison après une violente manifestation contre la guerre.
Il est ensuite parti pour Los Angeles où il est devenu producteur de cinéma. Il a ainsi participé à la production de Recherche Susan désespérément (1985) et Les Aventures de Zak et Crysta dans la forêt tropicale de FernGully (1992). Les frères Coen l'ont rencontré alors qu'ils essayaient de trouver un distributeur pour leur premier film, Sang pour sang (1984), et se sont inspirés de sa personnalité et de certains détails de sa vie pour créer le personnage du « Duc » (The Dude en VO) dans le film The Big Lebowski (1998),.